# Jürgen Kißner
Jürgen Kißner (ur. 18 sierpnia 1942 w Luckau, zm. 18 maja 2019 w Kolonii) – niemiecki kolarz torowy reprezentujący RFN, wicemistrz olimpijski i dwukrotny medalista mistrzostw świata.

## Kariera
Pierwszy sukces w karierze Kißner osiągnął w 1963 roku, kiedy zdobył mistrzostwo kraju w drużynowym wyścigu na dochodzenie. Trzy lata później wystartował na mistrzostwach świata we Frankfurcie, gdzie wspólnie z Karlem Linkiem, Herbertem Honzem i Karl-Heinzem Henrichsem zdobył srebrny medal w tej samej konkurencji. Na mistrzostwach świata w Amsterdamie w 1967 roku reprezentanci RFN w składzie: Karl-Heinz Henrichs, Rainer Podlesch, Jürgen Kißner i Karl Link zdobyli drużynowo brązowy medal. Ostatnie trofeum Kißner wywalczył na rozgrywanych w 1968 roku igrzyskach olimpijskich w Meksyku, wraz z Linkiem, Henrichsem, Podleschem i Udo Hempelem zajmując drugie miejsce w drużynowym wyścigu na dochodzenie, ulegając tylko Duńczykom. Na ostatnim okrążeniu Kißner zaczął odstawać i kiedy Henrichs go mijał, lekko pchnął kolegę z zespołu do przodu. Niemcy na mecie wyprzedzili Duńczyków o 3,5 sekundy. Kißner urodził się na terenie, który po wojnie wszedł w skład NRD i reprezentanci tego kraju złożyli protest, twierdząc, że wspomniane pchnięcie jest niezgodne z regulaminem. Po 15 minutach narady sędziowie zdyskwalifikowali drużynę RFN, złoto przyznali Duńczykom, srebro Włochom, a brąz ZSRR. Wtedy to reprezentanci RFN złożyli protest, zauważając, że drużyny Włoch i ZSRR nie powinny być klasyfikowane przed nimi. Po kolejnej konferencji złoto przyznano Duńczykom, a brąz Włochom, drugie miejsce pozostawiając puste. Dopiero na spotkaniu Międzynarodowej Unii Kolarskiej w listopadzie 1968 roku reprezentantom RFN przyznano srebrne medale.